# 陳大忠 (道光進士)
陳大忠，字咸懷，號心齋，贵州黎平人，清朝政治人物、進士出身。

## 生平
道光三年癸未科會試中式貢士第二十八名，因墨卷内春字訛寫眷字，被罰停殿試，道光九年（1829年）己丑科補行殿試成進士，二甲九十二名，历官直隸交河縣、寧河縣、懷柔縣、福建古田縣知縣。